# الحسن بن طلال
الأمير الحسن بن طلال (مواايد 20 مارس 1947) ، ولي عهد المملكة الأردنية الهاشمية الأسبق خلال الفترة أبريل 1965 إلى 25 يناير 1999 وهو الإبن الثالث  للملك طلال بن عبدالله ملك المملكة الأردنية الهاشمية الأسبق وشقيق الملك الحسين بن طلال ملك المملكة الأردنية الهاشمية السابق وعم الملك عبدالله الثاني بن الحسين ملك المملكة الأردنية الهاشمية. 

الأمير الحسن مع الملك الحسين والأمير محمد بن طلال والأميرة بسمة بنت طلال 1950

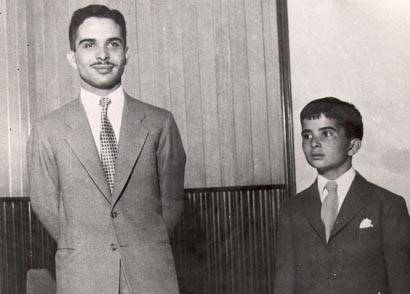
الأمير الحسن مع الملك الحسين 1960

ولد الأمير الحسن في عمان عام 1947 وهو الابن الأصغر للملك طلال من زوجته زين الشرف اللذان أنجبا أربعة أبناء. تلقى تعليمه الابتدائي في عمان، ثم واصل تعليمه إلى أن حصل على درجة البكالوريس مع مرتبة الشرف في الدراسات الشرقية، ثم بعد ذلك الماجستير.
تولى شقيقه الأكبر الملك حسين عرش المملكة الأردنية الهاشمية بعد أن تنازل والده عن الحكم واختاره ولياً للعهد في إبريل 1965، وظل يقوم بدور المستشار السياسي بصفته أقرب السياسيين للملك، فضلاً عن القيام بدور نائب الملك أثناء فترة غياب الملك الراحل، واستمر متقلداً مهامه حتى عزله في 25 يناير 1999.
مثل الأمير الحسن الملك عبد الله الثاني في أكثر من مناسبة محلية ودولية، حيث ترأس الوفد الأردني إلى قمة دول عدم الانحياز في طهران في عام 2012 ، كما حمل رسائل من الملك عبد الله إلى عدد من قادة الدول، إلى غير ذلك من المهمات الرسمية، التي عززت دور الأردن الفاعل والمميز على أكثر من صعيد.
يؤمن الأمير الحسن بتكاملية الأدوار، وتحديد الأولويات،  وبوجوب توفر قاعدة معرفية قوية، تُبنى عليها الأولويات الوطنية حيث يرى بأن المسؤولية جماعية، كما يعد من المفكرين والاقتصاديين المتميزين في الوطن العربي، وله حضور واضح بالندوات والمؤتمرات الفكرية والاقتصادية العالمية وله بعض من المؤلفات التي تتحدث عن الصراع العربي- الإسرائيلي والقضية الفلسطينية والعديد من اللقاءات والمقابلات الصحفية.
في عام 1968 تزوج الأمير الحسن من ثروت محمد إكرام الله وقد أنجبا: الأميرة رحمة، الأميرة سمية، الأميرة بديعة، الأمير راشد. للأمير الحسن أخوان وأخت واحدة وهم: الملك الحسين ملك الأردن الراحل والأمير محمد والأميرة بسمة. يُذكر أنّه يمارس عدداً من الرياضات والهوايات مثل التايكواندو وقيادته لفريق البولو وتسلق الجبال والغوص والسباحة وهو أيضاً طيار مروحيات محترف. كما حصل على عدد كبير من الأوسمة والشهادات الفخرية والجوائز وتقلد العديد من المناصب من أبرزها: تعيينه سفيراً للمنظمة الإسلامية للتربية والعلوم والثقافة (الإيسيسكو). كما مُنح جائزة نيوانو للسلام وجائزة أبراهام غايغر للسلام وجائزة كالاغاري للسلام وغيرها.

## حياته

### طفولته وتعليمه
وُلد الأمير الحسن في عمان في 20 مارس عام 1947وهو الابن الثالث والأصغر للملك طلال من زوجته الملكة زين الشرف بنت جميل اللذان أنجبا أربعة أبناء: (حسين ومحمد وحسن وبسمة). تلقى الأمير الحسن تعليمه الابتدائي في عمّان وكان في معظمه تعليماً خاصاً، ثم أكمل تعليمه الإعدادي في مدرسة (سمر فيلدز) الإعدادية في بريطانيا. وفي عام 1963؛ التحق بمدرسة (هارو) في إنجلترا حيث أقام في (بارك هاوس)، ثم التحق بعدها بكلية (كرايست تشرتش) بجامعة أكسفورد، حيث حصل على درجة البكالوريس مع مرتبة الشرف في الدراسات الشرقية، ثم بعد ذلك الماجستير.

### ولاية العهد
في أبريل عام 1965 أصدر الملك الراحل الحسين بن طلال قرارا بتعيين أخيه الأمير الحسن وليا للعهد حيث كان يبلغ من العمر آنذاك 18 عاما.

### نشاطاته
منذ اليوم الأول لتوليه المنصب كان له بصمات واضحة في المجالات السياسية والإجتماعية على المستوى الوطني أو العالمي فقد ترأّس الأمير حسن لجان الإشراف على خطة التنمية الأولى (1973-1975) وخطط التنمية الثلاث التي تبعتها (1976-1980، 1981-1985، 1986-1990). كما أنشأ المؤتمر السنوي لبلاد الشام عام 1978، ومؤسسة آل البيت عام 1980، والأكاديمية الإسلامية للعلوم، والمؤتمرات الدولية التي تقام كل ثلاث سنوات حول تاريخ وآثار الأردن، أنشأ أيضاً الهيئة الخيرية الأردنية الهاشمية للإغاثة، ومركز تنمية الموارد البشرية، والمعهد الدبلوماسي الأردني، وجامعة آل البيت في المفرق.
ونظراً لاهتمامه بعنصر الشباب، وإيماناً منه بمدى أهميتهم للمجتمع، فقد أنشأ المنتدى الإنساني في عام 1982 (والذي بات يعرف لاحقاً بـ منتدى الشباب العربي في عام 1988)، وجائزة ولي العهد في عام 1984 (والتي تغير اسمها إلى جائزة الحسن للشباب في عام 1999)، وبرنامج سابلة الحسن في عام 1988.
وعلى الصعيد العالمي، كان لأفكاره ومبادراته صدىً قوياً في العديد من القرارت الدولية. ففي خطاب له أمام الدورة السادسة والثلاثين للجمعية العامة في الأمم المتحدة عام 1981، اقترح إنشاء نظام عالمي إنساني جديد، وهو الأمر الذي دعا الأمين العام للأمم المتحدة في ذلك الوقت إلى تأسيس اللجنة المستقلة الخاصة بالقضايا الإنسانية الدولية (ICIHI) والمشاركة في ترؤسها. وتم تبني التقرير النهائي للجنة على شكل قرار في الدورة الثانية والأربعين للجمعية العامة للأمم المتحدة.
وفي عام 2002، أسس الأمير الحسن مؤسسة الثقافات الدولية مع البروفيسور إحسان دوغراماتشي، رئيس مجلس أمناء جامعة بيلكنت في أنقرة. وتم لاحقاً تأسيس برلمان الثقافات في عام 2004 من أجل تنفيذ الأجندة الخاصة بتعزيز التفاهم بين الثقافات المختلفة وتعزيز الحوار بين المفكرين والمثقفين الذين ينتمون إلى تلك الثقافات المتعددة. وفي سنة 2003 أطلق مبادرة شركاء في الإنسانية، وهي مبادرة مشتركة مع جون ماركس من منظمة البحث عن أرضية مشتركة (SFCG) وتهدف إلى تعزيز التفاهم وبناء العلاقات الإيجابية وتعزيز الحوار بين العالمين الإسلامي والغربي. وفي عام 2009 أطلق منتدى غرب آسيا وشمال إفريقيا (WANA) والذي يمثل مبادرة إقليمية تهدف إلى تسهيل تبادل المعلومات والأفكار التي تتمحور حول التحديات المشتركة التي تتعلق بالتحديات الاجتماعية والبيئية والاقتصادية.
كما استضاف الأمير الحسن المشاورات الجارية مع المركز الأرثوذكسي للبطريركية المسكونية في شامبيزي في سويسرا، والمجلس البابوي للحوار بين الأديان في الفاتيكان والمؤسسة المشتركة بين الأديان في المملكة المتحدة من خلال رعاية دار سانت جورج في وندسور. كما أن الأمير الحسن هو مؤسس ورئيس مؤسسة البحوث والحوار بين الأديان والثقافات (FIIRD) والتي تم تأسيسها في جنيف عام 1999.
وفي يونيو حزيران عام 2003، وفي أعقاب قرار الجمعية العامة في الأمم المتحدة رقم 56/226، تم انتخاب الأمير الحسن واحداً من بين خمسة خبراء إقليميين في المجموعة الإقليمية البارزة للخبراء المستقلين، التي تم تعيينها من جانب الأمين العام للأمم المتحدة من أجل تنفيذ إعلان وبرنامج عمل المؤتمر العالمي ضد التمييز والتمييز العنصري وكراهية الأجانب وما يتصل بذلك من تعصب، والذي عقد في ديربان في جنوب أفريقيا في عام 2001.
وفي نوفمبر تشرين الثاني 1999، وفي الجمعية الدولية السابعة للمؤتمر العالمي للأديان من أجل السلام (WCRP)، والذي عقد في عمّان، وافق الأمير حسن على تسلم منصب رئيس الجلسة للمؤتمر العالمي للأديان من أجل السلام، وحتى الجمعية الدولية الثامنة في 2006 حيث تم منحه منصب الرئيس الفخري للمؤتمر.
عمل أيضا رئيساً للجنة الاستشارية لسياسة المنظمة العالمية للملكية الفكرية (WIPO) بين أعوام 1999-2002، كما كان عضواً في مجلس إدارة مركز الجنوب بين أعوام 2001-2006، ولجنة اليونيسكو الدولية للجنة الاستشارية المشتركة بين الأديان، وعضواً فخرياً للجنة اليونيسكو الدولية للثقافة والتنمية. كما كان أيضاً عضواً في المجموعة الاستشارية غير الرسمية للمفوض السامي للأمم المتحدة للاجئين وعضواً في اللجنة التنفيذية ومجلس أمناء مجموعة الأزمات الدولية.

## منظمات شارك بها
ترأس الأمير الحسن العديد من اللجان والمنظمات الدولية، كما أنه عضو في العديد من اللجان والمنظمات، منها:
- عضو مجلس إدارة مبادرة التهديد النووي (NTI)، واشنطن العاصمة (منذ عام 2002).
- رئيس مجلس إدارة مركز الدراسات السلمية وفضّ النزاعات في جامعة أوكلاهوما بمركز البرامج الدولية في الولايات المتحدة.
- رئيس مشارك لمؤسسة التسامح الدولي للدراسات الإنسانية والاجتماعية، سانت بطرسبورغ (منذ عام 2006).
- راعي دولي للحقوق والإنسانية.
- عضو في اللجنة الثلاثية.
- عضو المجلس الاستشاري الدولي في منتدى 2000.
- عضو الهيئة الدولية لمجلس العلاقات الخارجية.
- عضو في لجنة الأعيان في معهد Català de la Mediterrània (منذ عام 2001).
- رئيس المكتب المستقل للقضايا الإنسانية.
- مفوض لجنة التمكين القانوني للفقراء.
- زميل فخري للجمعية الملكية لأدنبرة (2008).
- عضو في المجلس الاستشاري للبحوث في مركز الديمقراطية وتنمية المجتمع (2010).
- رئيس جمعية هارو (HARROW).

## حياته الشخصية

### نسبه
يعود نسب الأمير الحسن إلى البيت النبوي، فهو السليل الثاني والأربعون للنبي محمد من ابنته فاطمة الزهراء وزوجها علي بن أبي طالب من طريق ابنهما الحسن بن علي. فنسبه هو الحسن بن الملك طلال بن الملك عبدالله (الأول) بن الشريف الحسين بن علي بن محمد بن عبد المعين بن عون بن محسن بن عبد الله بن الحسين بن عبد الله بن الحسن بن محمد أبو نمي الثاني بن بركات بن محمد بن بركات بن الحسن بن عجلان بن رميثة بن محمد أبو نمي الأول بن الحسن بن علي الأكبر بن قتادة بن إدريس بن مطاعن بن عبد الكريم بن عيسى بن الحسين بن سليمان بن علي بن عبد الله بن محمد الثائر بن موسى الثاني بن عبد الله الرضى بن موسى الجون بن عبد الله المحض بن الحسن المثنى بن الحسن بن علي بن أبي طالب الهاشمي القرشي.

### عائلته
في عام 1968 تزوج من السيدة ثروت محمد إكرام الله وهي من أصول باكستانية ولقبت بعد زواجها منه بالأميرة ثروت وأنجبا ثلاث بنات وولد واحد: الأميرة رحمة (13 أغسطس 1969) والأميرة سمية (14 مايو 1971) والأميرة بديعة (23 مارس 1974) والأمير راشد (20 أيار مايو 1979). كان مقرباً جداً من خاله الشريف ناصر بن جميل، الذي شغل منصب القائد العام للقوات المسلحة الأردنية وكان عضو في مجلس الأعيان.

### هواياته
على الصعيد الرياضي، فإن الأمير حسن يشجع على ممارسة الرياضة داخل الأردن وخارجه، حيث أشرف بصفته رئيساً لاتحادات الرياضات القتالية والبولو والسكواش على تطوير هذه الرياضات حتى وصلت إلى مستوى المنافسة الدولية. وبالإضافة إلى حمله للحزام الأسود (8 دان) في التايكواندو وقيادته لفريق البولو، فإن الأمير الحسن يمارس رياضات أخرى عديدة كالتزلج والمشي وتسلق الجبال والغوص والسباحة والتزلج على الماء، كما أن الأمير حسن طيار مروحيات محترف كما مارس القفز بالمظلات.
يجيد الأمير الحسن التحدّث باللغات العربية والإنجليزية والفرنسية بطلاقة، كما درس اللغة العبرية القديمة كجزء من دراسته. ولديه معرفة عملية جيدة باللغات الألمانية والإسبانية والتركية.

## أعماله الأدبية

### مؤلفاته
يعد الأمير الحسن بن طلال صاحب إسهامات مثمرة في الصحف والمجلات والدوريات، كما أن له العديد من الإصدارات ذات العلاقة بقضايا إقليمية وعالمية. وله تسعة مؤلفات:
- القدس دراسة قانونية (1979) : يتضمن هذا الكتاب الذي صدر باللغة الإنجليزية أولاً عن دار (Longman) للنشر في لندن (1979)، دراسة عن الوضع القانوني لمدينة القدس والأماكن المقدسة توثق القرارات الدولية المتعلقة بالقدس، ويضم الكتاب الذي صدرت ترجمته إلى العربية عام 1980، ثلاثة موضوعات رئيسية، هي: الخلفيات التاريخية، والمسائل القانونية، والأماكن المقدسة.
- حق الفلسطينيين في تقرير المصير (1981): يحتوي الكتاب الذي تُرجم إلى العربية في العام نفسه، على أربعة موضوعات رئيسية هي: الخلفية التاريخية، القضايا القانونية الخلافية، تقييم المطالب القانونية، وتصوُّر للسلام. ويتناول الأمير حسن في «الخلفية التاريخية» السنوات الأخيرة للانتداب وظهور إسرائيل، ونشوء المملكة الأردنية الهاشمية، والهدنة الأردنية الإسرائيلية في 3 نيسان 1949، و«الاتحاد الدستوري» بين الأردن والضفة الغربية والمدينة القديمة، وعلاقة الأردن بالضفة الغربية (1948-1967)، والضفة الغربية وقطاع غزة (1967-1980)، والممارسات الإسرائيلية في الأراضي المحتلة، والوضع في عام 1980.
- السعي نحو السلام (1984) : يدعو الأمير الحسن بن طلال من خلال هذا الكتاب الذي صدرت طبعته الأولى باللغة الإنجليزية عام 1984، إلى تحقيق فهم أفضل لسعي العرب إلى بلوغ السلام، ويمثل الكتاب محاولة للإجابة عن الأسئلة التي تشغل بال العرب جميعاً، وهي «من أنا؟» و«لمن أنتمي؟» و«كيف أواجه المستقبل؟».
- المسيحية في العالم العربي (1994) : وضع الأمير الحسن بن طلال هذا الكتاب الذي صدرت طبعته الأولى باللغة الإنجليزية عام 1994، لإطلاع القارئ الغربي على تاريخ الطوائف المسيحية في العالم العربي منذ القدم وحتى وقتنا الحاضر.
- أن تكون مسلماً (2001) : يضم هذا الكتاب الذي صدر باللغات الإيطالية الفرنسية والإسبانية عام 2001، عدداً من المقابلات التي أجراها مع الأمير الحسن الصحافيُّ الإيطاليُّ فرنسيُّ الأصل «آلين إلكاين»، ويتناول الأمير الحسن من خلال إجاباته عن الأسئلة الأمور الجوهرية عن الإسلام التي يجب أن يعرفها القارئ العادي غير المسلم، خصوصاً في الغرب، ويبدو أن هذا الأسلوب الموجَز غير المُخِلّ قد تغلغل في وجدان القارئ الغربي، بدليل أن الطبعة الإيطالية للكتاب تصدّرت قائمة أكثر الكتب مبيعاً في إيطاليا زمناً طويلاً.
- المسألة العراقية في ذكرى رحيل فيصل الأول (2003): يحتوي هذا الكتاب الذي صدرت طبعته العربية الأولى في عام 2003، على المقالات الستّ التي نشرها الأمير الحسن بن طلال في صحيفة «الحياة» اللندنية على مدى ستة أيام متعاقبة (2-7 تموز 2003)، وهي تمثل أفكاره حول المسألة العراقية حتى عشية تشكيل مجلس الحكم الانتقالي العراقي.
- سين و جيم: قضايا معاصرة (2003) : يحتوي هذا الكتاب الذي صدرت طبعته العربية الأولى عام 2003، على إجابات الأمير الحسن بن طلال عن 21 سؤالاً وجّهتها إليه الكاتبة الصحافية سوسن حسين، مستشارة تحرير مجلة «السياسة الدولية».
- الاستمرارية والإبداع والتغيير (2001) مقالات مختارة : يحتوي هذا الكتاب على عشر مقالات كتبها الأمير الحسن في الفترة ما بين العامين 1984 و2000 ، وصدرت طبعته العربية الأولى باللغة الإنجليزية عام 2001.
- الحسن بن طلال الأعمال الفكرية: المجلد الأول (2007) : يضم هذا المجلد الذي صدر باللغة العربية عام 2007، سبعة كتب من الأعمال الفكرية للأمير الحسن بن طلال، وهي: «القدس.. دراسة تاريخية»، «حق الفلسطينيين في تقرير المصير»، «السعي نحو السلام»، «المسيحية في الوطن العربي»، «الاستمرارية والإبداع والتغيير»، «المسألة العراقية.. في ذكرى رحيل فيصل الأول»، و«سين وجيم.. قضايا معاصرة».

## الأوسمة والجوائز

### الأوسمة
تقلّد الأمير الحسن وسام أبي بكر الصدّيق للمنظمة العربية للهلال الأحمر والصليب الأحمر في أيلول/ سبتمبر من عام 1996، وجائزة 1995 للعلوم والمجتمع في مدريد في عام 1997. وفي إبريل نيسان عام 2001، تقلّد وسام غاندي/ الملك/ إيكيدا لبناة المجتمع ومشعل اللاعنف في كنيسة مارتن لوثر كينج جي آر الدولية، وذلك خلال أحد المصالحة الدولي في كلية مورهاوس. وتم منحه جائزة الزائر الخارجي المميز من مؤسسة مكتبة جون أف كينيدي في بوسطن في إبريل نيسان 2002، كما تم منحه جائزة الحاخام مارك إتش تانينبوم لعام 2003 في يونيو حزيران 2003 لتميّزه في التفاهم بين الأديان. وفي يناير كانون ثاني 2004، تلقى جائزة صندوق أبراهام للريادة في العيش المشترك (نيويورك)، كما تلقى في أكتوبر تشرين أول من نفس العام وسام الشرف من الدرجة الأولى من الذهب مع وشاح الدرجة الأولى من جمهورية النمسا. وقد تلقى الأمير الحسن جائزة الشعلة الخالدة لعام 2005 من المؤتمر السنوي لعلماء الولايات المتحدة. وفي الثالث عشر من فبراير شباط عام 2006 تم تعيينه سفيراً للمنظمة الإسلامية للتربية والعلوم والثقافة (الإيسيسكو). وفي تشرين ثاني نوفمبر من عام 2006، رشحت لجنة برلين لليونسكو الأمير الحسن لجائزة (Berlin Peace Clock Award) وذلك تقديراً لجهوده الكبيرة في المساهمة في التغلب على الانقسامات الإنسانية، وقد كان ذلك بناء على الإعلان العالمي لحقوق الإنسان. وفي اللقاء التمهيدي لمنظمة التسامح العالمية والذي عقد في قصر يوسوبوف في سانت بطرسبرغ في روسيا في مايو أيار 2007، تم منح الأمير الحسن وساماً بمناسبة الذكرى الستين لتبني الميثاق التأسيسي لليونسكو. كما تم منحه جائزة أبراهام غايغر للسلام لعام 2008 في مارس آذار من عام 2008 في برلين. وفي إبريل نيسان 2008، تم منحه جائزة كالاغاري للسلام لعام 2007 منح جائزة نيوانو للسلام لعام 2008 في مايو أيار 2008 في اليابان. كما تم تنصيبه في أكاديمية العلوم الأخلاقية والسياسية لمعهد فرنسا. وفي أكتوبر تشرين أول 2008، تم منحه جائزة السلام لمدينة أوغسبيرغ في ألمانيا، كما تم منحه جائزة Markgräfin-Wilhelmine في مدينة بايرويت في ألمانيا في نوفمبر تشرين ثاني 2010
وعلاوةً على كونه قد تقلّد أوسمة وميداليات من أكثر من عشرين دولة، فقد قلّده الراحل الحسين بن طلال قلادة الحسين بن علي، وهي أرفع وسام أردني في مارس آذار 1987. كما يحمل الأمير حسن رتبة لواء فخري في القوات المسلحة الأردنية.

### الشهادات الفخرية
- درجة الدكتوراه الفخرية في العلوم من جامعة بوغازتشي (Bošziçi) التركية عام 1981.[7]
- درجة الدكتوارة الفخرية في القانون المدني من جامعة دَرَم (Durham) في بريطانيا في عام 1990.
- درجة الدكتوراه الفخرية في الآداب الإنسانية من معهد سبيرتوس للدراسات اليهودية في شيكاغو عام 1995.
- درجة الدكتوراه الفخرية في الآداب من جامعة ألستر في إيرلندا الشمالية عام 1996.
- درجة الدكتوراه الفخرية من معهد موسكو الحكومي للعلاقات الدولية في روسيا عام 1997.
- درجة الدكتوراه في القانون من جامعة بيرمنغهام البريطانية عام 1999.
- درجة الدكتوراه الفخرية من جامعة بيلكنت في تركيا عام 1999.
- درجة الدكتوراه الفخرية في القانون من جامعة هيرتفوردشاير البريطانية عام 2000.
- درجة الدكتوراه الفخرية في اللاهوت من كلية اللاهوت الكاثوليكي في جامعة إيبرهارد-كارلز، توبنغن في ألمانيا عام 2001.
- درجة الدكتوراه الفخرية في الآداب الإنسانية من جامعة أوكلاهوما في الولايات المتحدة عام 2002.
- درجة الدكتوراه الفخرية من جامعة يورك في المملكة المتحدة عام 2002.
- درجة الدكتوراة الفخرية في القانون من جامعة بورتسماوث في المملكة المتحدة عام 2002.
- درجة الدكتوراه الفخرية في القانون من الجامعة الإسلامية الدولية في إسلام أباد، باكستان عام 2005.
- درجة الدكتوراه الفخرية في العلوم الإنسانية من كلية الدراسات الشرقية والأفريقية (سواس) في جامعة لندن، المملكة المتحدة (2005).
- درجة فخرية ووسام الأكاديمية العالمية من جامعة أولد دومنيون في نورفولك في الولايات المتحدة في عام 2005.
- درجة الدكتوراه الفخرية من جامعة كانديدو مينديس في ريو دي جانيرو في البرازيل عام 2006.
- درجة الدكتوراه الفخرية من معهد الدراسات العليا البرازيلي في البرازيل عام 2006.
- درجة الدكتوراه الفخرية من جامعة فاكولدادس متروبوليتاناس أونيداس في ساوباولو في البرازيل عام 2006.
- درجة فخرية في الآداب الإنسانية من جامعة براندايسفي بوسطن في الولايات المتحدة.
- درجة فخرية من جامعة سوكا، طوكيو في اليابان عام 2006.
- درجة الدكتوراه الفخرية من كلية العلوم الإنسانية في جامعة لوند في السويد عام 2007.
- درجة الدكتوراه الفخرية من جامعة يوتفوس لوراند في هنغاريا عام 2007.
- درجة الدكتوراه الفخرية في القانون من جامعة كالغاري عام 2008.
- لقب الدكتور الفخري من جامعة بوخارست في رومانيا في عام 2011.
- درجة الدكتوراه الفخرية من الجامعة الهاشمية في إدارة الأراضي والمياه والبيئة 2015.

## روابط خارجية
- الحسن بن طلال على موقع مونزينجر (الألمانية)
- الموقع الرسمي للأمير الحسن بن طلال.